# Calyptrochaeta perlimbata
Calyptrochaeta perlimbata là một loài rêu trong họ Daltoniaceae. Loài này được Dixon B.C. Tan & B.C.Ho mô tả khoa học đầu tiên năm 2005.